# Werner Sarstedt
Werner Sarstedt (* 15. Oktober 1909 in Hannover; † 4. Mai 1985) war ein deutscher Richter und Professor für Strafprozessrecht.

## Leben
Der Kaufmannssohn Werner Sarstedt studierte Rechtswissenschaft an den Universitäten Freiburg im Breisgau, München, Bonn, Berlin und Göttingen. 1939 wurde er Landgerichtsrat in Lüneburg. Während des Zweiten Weltkriegs leistete er Kriegsdienst in Italien und geriet in Kriegsgefangenschaft. Im Februar 1947 wurde er Oberlandesgerichtsrat in Celle, 1951 Richter am Bundesgerichtshof (BGH) und 1956 Vorsitzender des 5. Strafsenats. In diese Zeit fällt auch die Bekräftigung der damals herrschenden Meinung zum Tatbestand der Rechtsbeugung, als die Verurteilung des während der Zeit des Nationalsozialismus beisitzenden Richters am Volksgerichtshof, Hans-Joachim Rehse, durch das Landgericht Berlin durch den 5. Strafsenat des BGH aufgehoben wurde.
Im Jahr 1963 wurde Werner Sarstedt Honorarprofessor an der Freien Universität Berlin, 1964 erhielt er die Ehrendoktorwürde der Johann Wolfgang Goethe-Universität Frankfurt am Main. 1977 trat er außer Dienst. Er bearbeitete insgesamt vier Auflagen des von Kurt Gage begründeten Standardwerks der strafrechtlichen Revision Die Revision in Strafsachen, zuletzt gemeinsam mit Rainer Hamm (Sarstedt/Hamm).

## Schriften
- Kurt Gage, Werner Sarstedt: Die Revision in Strafsachen. 2. Auflage. Ellinghaus, Essen 1953.
- Kurt Gage, Werner Sarstedt: Die Revision in Strafsachen. 3. Auflage. Ellinghaus, Essen 1954.
- Werner Sarstedt: Die Revision in Strafsachen. 4. Auflage. Ellinghaus, Essen 1962.
- Werner Sarstedt, Rainer Hamm: Die Revision in Strafsachen. 5. Auflage. de Gruyter, Berlin 1983, ISBN 3-11-009712-5.